# آتروفی عضلانی نخاعی
آتروفی عضلانی نخاعی (انگلیسی: Spinal muscular atrophy) یا به‌اختصار «SMA» که جهت تمایز آن با سایرِ آتروفی‌های عضلانی نخاعی، با نام‌های «آتروفی نخاعی عضلات پروگزیمال اتوزومال مغلوب» و «آتروفی عضلانی نخاعی 5q» هم شناخته می‌شود، یک بیماری عصبی-عضلانی نادر است که با از دست رفتنِ نورون‌های حرکتی و تحلیل‌رفتن ماهیچه‌ها همراه است. این بیماری در دوران نوزادی یا خردسالی تشخیص داده می‌شود و در صورت عدم درمان، شایع‌ترین علت ژنتیکی مرگ شیرخواران است. آتروفی عضلانی نخاعی ممکن است خود را در سال‌های بعدی زندگی نشان دهد که در این صورت، سیر خفیف‌تری دارد. شایع‌ترین نشانه‌های آن، ضعف پیش‌روندهٔ ماهیچه‌های ارادی است و عضلات دست، پا و تنفس زودتر از بقیه مبتلا می‌شوند. سایر علائم شامل کنترلِ اندک روی حرکات سر، اشکال در بلع، کژپشتی و سفت‌شدنِ مفاصل بدن است.
سنِ آغازِ علائم و شدت آنها دو شاخصی است که با استفاده از آنها، بیماری را به چند نوع مختلف طبقه‌بندی می‌کنند.
این بیماری، به‌دلیلِ نقص (جهش) در ژن SMN1 ایجاد می‌شود که مسئولِ ساختِ پروتئینی به نام SMN است که در تمامی سلول‌های جانداران یوکاریوت وجود دارد و جهت زنده‌ماندنِ نورون‌های حرکتی ضروری است. میزان اندکِ این پروتئین در سلول‌ها، مانعِ رسیدن فرمان‌های مغز به ماهیچه‌ها شده و موجب از دست رفتنِ عملکرد طبیعی در سلول‌های عصبیِ شاخِ قدامیِ نخاع گشته و سرانجام آتروفی عضلات را در پی دارد. یک ژن دیگر به‌نام SMN2، ژن تعدیل‌کننده شدت بیماری نامیده می‌شود، چرا که هر قدر میزان آن بیشتر باشد، علائم بیماری خفیف‌تر است. تشخیص بیماری بر پایهٔ علائم آن است و با انجام آزمایش‌های ژنتیکی تأیید می‌شود.
آتروفی عضلانی نخاعی یک بیماری ارثی از سوی هر دو والد است و به صورت اتوزومال مغلوب منتقل می‌شود. البته در ۲٪ موارد، بیماری در هفته‌های نخست زندگی جنین ایجاد می‌شود و ارثی نیست (جهش جدید). نرخ بروز آتروفی عضلانی نخاعی در جهان بین ۱ از ۴٬۰۰۰ تا حدود ۱ از ۱۶٬۰۰۰ تولدِ زنده متغیر است. نرخ بروز در اروپا و ایالات متحده آمریکا به‌ترتیب ۱ از ۷٬۰۰۰ و ۱ از ۱۰٬۰۰۰ است.
عواقب بیماری بر حسب شدت آن متغیر است: انواع بسیار شدید آن ظرف چند ماه به مرگ می‌انجامد، اما مبتلایان به انواع خفیف بیماری، امید به زندگی طبیعی دارند. با معرفی درمان‌های معطوف به علتِ ریشه‌ایِ بیماری در سال ۲۰۱۶ میلادی، امید به زندگی در این بیماران به‌شدت بالا رفته‌است. این داروها عبارتند از نوسی‌نـِرسن، ریزدیپلام و داروی ژن‌درمانی اوناسِـمنوژن. درمان‌های حمایتی نیز شامل فیزیوتراپی، مراقبت‌های تنفسی، مراقبت‌های تغذیه‌ای، مداخلات ارتوپدی و حمایت‌های حرکتی است.

## طبقه‌بندی
این بیماری با شدت‌های مختلفی بروز می‌کند و از نوزادان تا بالغ‌ها را درگیر می‌کند. انواع این بیماری را بر حسب سنِ شروع علائم یا بیشترین میزان دستیابی به تکامل حرکتی بر حسب نشانگرهای آن، به ۳ تا ۵ نوع تقسیم می‌کنند.
رایج‌ترین طبقه‌بندی به شرح زیر است:
| نوع            | نام‌بخش                | سن رایج آغازِ بیماری | مشخصات | OMIM   |
| -------------- | --------------------- | ------------------- | --- | ------ |
| SMA1 (نوزادی)  | بیماری وردنیگ-هوفمان  | صفر تا ۶ ماهگی      | فرمِ شدیدِ بیماری در ماهِ اول زندگی و معمولاً به‌طور ناگهانی و غیرمنتظره‌ای، خود را نشان می‌دهد. (سندرم بچهٔ شُل). مرگِ سریع سلول‌های عصبیِ حرکتی، باعث عدم کارایی کافی در اعضای حیاتی بدن - به‌ویژه در دستگاه تنفس - می‌شود و نارسایی تنفسی ناشی از سینه‌پهلو، شایع‌ترین علتِ مرگ است. کودکان مبتلا به این نوع از بیماری، در صورتی که زیر دستگاه تنفس مصنوعی نروند، معمولاً بیشتر از ۲ سال عمر نمی‌کنند و فرم‌های شدید بیماری، اغلب طرف چند هفتهٔ اول نوزاد را از پا درمی‌آورد. (به این نوعِ بسیار شدیدِ بیماری، «SMA نوع صفر» هم می‌گویند) اگر حمایت‌های تنفسی مناسب انجام شود، آن‌هایی که فنوتیپ‌های خفیف‌تری از نوع ۱ را دارا هستند (که حدود ۱۰ درصدِ موارد SMA1 را شامل می‌شود) می‌توانند تا دوران نوجوانی و بلوغ هم زنده بمانند. | 253300 |
| SMA2 (متوسط)   | بیماری دوبوویتس       | ۶ تا ۱۸ ماهگی       | نوعِ متوسط بیماری، کودکانی را شامل می‌شود که هرگز قادر به ایستادن و راه‌رفتن نخواهند بود، اما دست‌کم در برهه‌ای از زندگی‌شان، قادر به حفظ وضعیت نشستن هستند. ضعف ماهیچه‌ای نخستین بار، مابین ۶ تا ۱۸ ماهگی به‌چشم می‌آید. سیر پیشرفت بیماری بسیار متفاوت است. برخی از مبتلایان به‌تدریج دچار ضعف می‌شوند و برخی دیگر با مراقب‌های دقیق، هرگز پیشرفت نمی‌کنند. کژپشتی در این کودکان محتمل است و اصلاح آن با پشت‌بند، می‌تواند منجر به تنفس بهتر در آنان شود. عضلات بدن ضعیف می‌شوند و مهم‌ترین نگرانی، دستگاه تنفس است. امید به زندگی تا حدودی کاهش‌یافته‌است اما بیشتر مبتلایان به نوع ۲ بیماری، تا سنین بلوغ زنده می‌مانند.                                                                                               | 253550 |
| SMA3 (نوجوانی) | بیماری کوگلبرگ-وِلاندر | >۱۲ ماهگی           | نوع نوجوانی این بیماری، معمولاً پس از ۱ سالگی خود را نشان می‌دهد. این بیماران در مقطعی از زندگی قادرند بدون کمک راه بروند، با این وجود، بسیاری از آن‌ها این توانایی را بعدها از دست خواهند داد. درگیری دستگاه تنفس در این‌ها کمتر مشاهده می‌شود و امید به زندگی طبیعی یا نزدیک به طبیعی است. | 253400 |
| SMA4 (بالغ‌ها)  |                       | پس از بلوغ          | نوع بالغ‌ها بیماری (که گاهی به آن SMA3 دیرهنگام هم می‌گویند) خود را پس از دههٔ سوم زندگی (بعد از ۳۰ سالگی) به‌صورتِ ضعفِ تدریجی عضلات نشان می‌دهد که بیشتر عضلات پروگزیمال اندام (بازوها و ران‌ها) را درگیر می‌کند و منجر می‌شود که فرد برای تحرک، وابسته به صندلی چرخ‌دار شود. عوارض دیگر نادر است و امید به زندگی تغییری نمی‌کند. | 271150 |

شدیدترین نوع این بیماری را گاهی «SMA نوع صفر» می‌گویند و در نوزادانی دیده می‌شود که علی‌رغم مراقب‌های شدید تنفسی، تنها چند هفته زنده می‌مانند. این نوع از بیماری را نباید با «آتروفی عضلانی نخاعی دیستال نوع ۱» اشتباه کرد که نشانه‌ها و سیرِ مشابهی با SMA دارد، اما علت ژنتیکی‌اش متفاوت است.
تکامل حرکتی مبتلایان به این بیماری، اغلب توسط معیارهای عملکردی معتبر نظیر «CHOP INTEND» (برای SMA1) و «مقیاس ارزیابی حرکتی» یا یکی از «مقیاس‌های عملکرد حرکتی همرسمیت» (برای انواع ۲ و ۳ بیماری) سنجیده و ارزیابی می‌شود.
عنوانِ «بیماری وردنیگ-هوفمان» نامش را از نخستین توصیف‌کنندگان این بیماری در کودکان می‌گیرد که دو عصب‌شناس آلمانی به نام‌های «یوهان هوفمان» و «گیدو وردنیگ» بودند. عنوانِ «بیماری کوگلبرگ-ولاندر» نیز از «هندریک کوگلبرگ» و «لیزا ولاندر»، که نخستین بار این بیماری را از دیستروفی ماهیچه‌ای تمایز دادند، گرفته شده‌است. امروزه از نامِ «بیماری دوبوویتز» (نباید آن را با سندرم دوبوویتز اشتباه کرد) به ندرت استفاده می‌شود. این بیماری نامش را از عصب‌شناس انگلیسی ویکتور دوبوویتز می‌گیرد که چندین مطالعه بر روی نوعِ متوسطِ این بیماری انجام داد.

## علائم و نشانه‌ها
علام بیماری بر حسب نوع آن، مرحلهٔ درگیری و فاکتورهای شخصی بسیار متفاوت است و ممکن است شامل موارد زیر باشد:
- کاهش یا فقدان رفلکس، به‌ویژه در دست و پاها
- ضعف عضلانی، تونوس ماهیچه‌ایِ ضعیف، سستی و شُل‌بودن
- عدم توانایی در رسیدن به معیارهای طبیعی رشد و تکامل، اشکال در نشستن/ایستادن/راه‌رفتن
- در کودکان خردسال: اتخاذ وضعیت قورباغه‌ای هنگام نشستن (ران‌ها به طرفین باز، و زانوها خم)
- از دست رفتنِ قدرت ماهیچه‌های تنفسی: سرفهٔ شُل، گریهٔ ضعیف (نوزادان)، تجمع ترشحات در گلو و ریه، دیسترس تنفسی (تنفس سخت و با زحمتِ فراوان انجام می‌شود)
- بالاتنهٔ ناقوس‌مانند (که علتش استفادهٔ انحصاری از عضلات شکم برای تنفس است) در انواعِ خفیف‌تر بیماری SMA
- لرزش خفیف و موزون در زبان
- اشکال در مکیدن و قورت‌دادن، دیسفاژی و تغذیهٔ ناکافی و کم

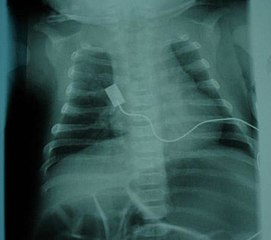
یک تصویر رادیوگرافی که قفسهٔ سینهٔ ناقوسی‌شکل را نشان می‌دهد که در اثرِ استفاده از عضلات شکمی برای تنفس و آتروفی ماهیچه‌های میان‌دنده‌ای ایجاد می‌شود. این نشانه، یافته‌ای اختصاصی در بیماری «آتروفی عضلانی نخاعی» نیست.

## دلایل بروز بیماری

توارث «آتروفی عضلانی نخاعی» از نوع اتوزومال مغلوب است.

آتروفی عضلانی نخاعی به‌دلیلِ جهش در ژن SMN1 به‌وجود می‌آید. بازوی بلندِ کروموزوم شمارهٔ ۵ انسان در جایگاهِ 5q13 خود دارای دو ژنِ تقریباً یکسان است: یک نسخهٔ تلومری به نامِ SMN1 و یک نسخهٔ سانترومری به نامِ SMN2. در افراد سالم، ژنِ SMN1، پروتئینی به نام «پروتئینِ بقایِ سلولِ عصبیِ حرکتی» را کُد می‌کند که همان‌طور که از نامش پیداست، نقش حیاتی در بقا و زنده‌ماندنِ سلول‌های حرکتی اعصاب دارد. از طرفی، ژنِ SMN2 به‌سبب تفاوت در تنها یک نوکلئوتید (840.C→T)، در محلِ اتصالِ اینترون ۶ به اگزون ۸، دچار «پیرایش دگرسان» می‌شود و بدین ترتیب تنها ۱۰–۲۰٪ از نسخهٔ رونویسی شدهٔ آن، پروتئین کامل و کارآمدِ SMN را می‌سازد و ۸۰–۹۰٪ بقیه، تنها یک ترکیبِ پروتئینی ناکارآمد و ناقص را ایجاد می‌کند که «SMNΔ7» نام دارد و به‌سرعت، در سلول از بین می‌رود.
در افراد مبتلا به بیماری، ژنِ SMN1 به‌گونه‌ای جهش می‌یابد که دیگر قادر نیست «پروتئینِ بقایِ سلولِ عصبیِ حرکتی» را به‌درستی بسازد. این جهش یا به‌صورتِ حذف در اگزون ۷ است یا اینکه جهش نقطه‌ای رخ می‌دهد و SMN1 را از لحاظ عملکردی به SMN2 مبدل می‌سازد. از طرفی تقریباً همهٔ انسان‌ها، دست‌کم یک نسخهٔ سالم از SMN2 دارند (اغلب افراد ۲ تا ۴ نسخه دارند) که قادر است مقادیر ناچیزی از «پروتئینِ بقایِ سلولِ عصبیِ حرکتی» (حدود ۱۰ تا ۲۰٪ سطح طبیعی آنرا) را کُد کند و بدین ترتیب، برخی از سلول‌های عصبی حرکتی زنده می‌مانند. در طولانی‌مدت، فقدانِ مقادیرِ کافی از این پروتئین حیاتی، سبب می‌شود که سلول‌های عصبیِ حرکتی، تدریجاً در «شاخ قدامی طناب خاکستری نخاعی» و مغز بمیرند. ماهیچه‌هایی که به این سلول‌ها، از لحاظِ دریافتِ پیام عصبی وابسته‌اند، آرام‌آرام شاخه‌های عصبی خود را از دست می‌دهند و میزان سیگنال‌ها و پیام‌های عصبی که از دستگاه عصبی مرکزی دریافت می‌دارند، کاهش می‌یابد. این موضوع سبب می‌شود که فعالیت انقباضی این ماهیچه‌ها اُفت کرده و به‌تدریج دچار آتروفی شوند.
عضلات اندام تحتانی (پاها) زودتر از عضلات اندام فوقانی (دست‌ها) درگیر می‌شوند. در موارد شدیدِ بیماری، ماهیچه‌های گردن، ستون فقرات، دستگاه تنفس و ماضغه (جویدن) هم مبتلا می‌شوند. عضلات پروگزیمال (نزدیک به مرکز) همچون ران‌ها و بازوها، زودتر از عضلات دیستال (دور از مرکز) همچون ساعد، مچ دست و ساق پا گرفتار می‌شوند.
شدت بیماری بستگی به این دارد که آن ژن‌های SMN2 باقی‌مانده، تا چه میزان قادر به جبرانِ فقدان عملکردیِ ژن‌های SMN1 باشند. بخشی از این موضوع به تعدادِ نسخه‌های ژن SMN2 بر روی کروموزوم بستگی دارد. افراد سالم ۲ نسخه از SMN2 را دارا هستند، حال آنکه مبتلایان به آتروفی عضلانی نخاعی، بین ۱ تا ۴ نسخه (و حتی بیشتر) از SMN2 را دارند. هرچه تعداد نسخه‌های این ژن بیشتر باشد، بیماری خفیف‌تر است. نوزادانی که مبتلا به نوع ۱ بیماری هستند (SMA I) معمولاً یک یا دو نسخه از این ژن را دارند؛ در حالی که مبتلایان به نوع ۲ و ۳ بیماری، دست‌کم سه نسخه و مبتلایان به نوع ۴ بیماری، چهار نسخه از SMN2 را دارا هستند. باید توجه داشت که ارتباط مابین نشانه‌های بیماری و تعداد نسخه‌های این ژن مطلق نیست و به‌نظر می‌رسد عوامل دیگری هم هستند که بر روی فنوتیپ (تظاهر) بیماری اثر دارند.
آتروفی عضلانی نخاعی به صورت اتوزومال مغلوب به ارث می‌رسد و ناگفته پیداست که ژنِ معیوب بر روی اتوزوم واقع است. برای ابتلا به این بیماری، دو نسخهٔ معیوب از ژن SMN1 (یکی از پدر و یکی از مادر) لازم است. ممکن است پدر و مادر «حامل» ژن معیوب باشند و خودشان از آن مطلع نباشند. حدود ۲ تا ۴٪ از آتروفی‌های عضلانی نخاعی، علت ارثی ندارد و در اثر جهش‌های نوپدید (De novo mutation) در اسپرم، تخمک یا یاخته تخم ایجاد می‌شود.
آتروفی عضلانی نخاعی در تمامی نژادها و قومیت‌ها دیده می‌شود؛ برخلافِ برخی از بیماری‌ها نظیر کم‌خونی داسی‌شکل و فیبروز سیستیک که در برخی نژادها بسیار شایع‌تر از دیگران هستند. میزان کلی شیوع این بیماری ۱ در ۱۰٬۰۰۰ است؛ فراوانی آلل در حدود ۱:۱۰۰ است، در نتیجه از هر ۵۰ نفر، یک نفر «حامل» ژن معیوب است. حامل بودن به‌خودی‌خود، تأثیری بر سلامتی فرد ندارد و فرد زمانی از حامل‌بودن خودش مطلع می‌شود که فرزند مبتلا به بیماری به‌دنیا بیاورد یا آنکه از طریق آزمایش‌های غربالگری، به این موضوع پی ببرد.
خواهر و برادرهای مبتلا، معمولاً علائم بسیار مشابهی دارند، اما دیده شده که فرزندان یک خانواده، به انواع متفاوتی از SMA دچار شده‌است که گرچه پدیده‌ای نادر است، اما علتش حذف‌های نوپدید در ژن SMN است و نه درگیری ژن NAIP یا تفاوت در تعدادِ نسخه‌های ژن SMN2.

## تشخیص
علائم شدیدترین نوع این بیماری در اواخر دوران بارداری قابل تشخیص است؛ بدین ترتیب که مادر احساس می‌کند حرکات جنین کم شده یا دیگر وجود ندارد. برخی از علائمِ بیماری، وخیم و بحرانی هستند؛ همچون دیسترس تنفسی و اشکال در شیر خوردن که معمولاً ظرف چند هفته منجر به مرگ می‌شود. در مقایسه، برخی دیگر از انواعِ بیماری، خفیف‌تر هستند و ضعف عضلانی تنها پس از چند دهه، به سراغ فرد می‌آید و با آنکه عمر طبیعی دارند، اما مجبور به استفاده از صندلی چرخ‌دار می‌شوند.
علائم مهمی که پزشک را به فکر می‌اندازد و او را، وادار به انجام آزمایش‌های ژنتیکی می‌کند، این‌ها هستند:
- ضعف عضلانی پیشروندهٔ دوطرفه (معمولاً بازوها و ران‌ها بیشتر از ساعد، مچ دست و ساق پا) بدون هیچ پیش‌زمینه یا علامت قبلی[۲۱]
- صاف‌شدگی قفسهٔ سینه هنگام تنفس و برآمدگی شکم هنگام انجامِ عملِ «دَم»
- هیپوتونی همراه با فقدان رفلکس

اگر چه علائم فوق، شکِ به SMA را زیاد می‌کند، اما تشخیص قطعی، تنها با انجامِ آزمایش ژنتیکی (فقدان هر دو اَلل از اگزون ۷ از ژن SMN1) مقدور است. این آزمایش با گرفتن خون از بیمار و انجامِ روش «MLPA» (یکی از روش‌های توالی‌شناسی ژن) صورت می‌پذیرد که در ضمن، امکان تخمین تعداد نسخه‌های ژن SMN2 را هم فراهم می‌آورد.

### آزمایش‌های پیش از لانه‌گزینی جنین
امکان انجام آزمایش‌های تشخیصی بر روی رویان، پیش از لانه‌گزینی، در کسانی که از روش لقاح مصنوعی استفاده می‌کنند، وجود دارد.

### در دوران بارداری
تشخیص پیش از تولد با استفاده از روش‌های «نمونه‌گیری از پرزهای جفتی»، «دی‌ان‌ای جنینی غیرسلولی» (cffDNA) و روش‌های دیگر انجام می‌شود.

### تشخیص حامل‌ها
افرادی که احتمال می‌رود حاملِ ژن معیوب باشند و در نتیجه فرزندان بیمار در آینده به دنیا بیاورند، می‌توانند با انجام یک آزمایش خون، وضعیت خود را از لحاظ حامل بودن یا نبودن بررسی کنند. «انجمن متخصصان زنان و زایمان آمریکا» توصیه می‌کند همهٔ افرادی که تصمیم دارند در آینده بچه‌دار شوند، این آزمایش را انجام دهند.

### غربالگری عادی
انجامِ غربالگری روتین مورد بحث و جدل است که علت آن هزینهٔ آزمایش‌های ژنتیکی و شدت بیماری است. برخی پژوهش‌گران می‌گویند که انجام غربالگری در جمعیت عادی، مقرون به صرفه نیست و این موضوع از صرفِ حدود ۵ میلیون دلار در ایالات متحده آمریکا در سال ۲۰۰۹ میلادی جلوگیری کرد. برخی دیگر می‌گویند این بیماری، شرایط لازم برای انجام یک چنین غربالگری‌هایی را دارد و باید برای تمامی زوج‌ها انجام شود.

## مراقبت‌ها و مدیریت بیماری
مدیریت بالینی بیماری بر حسب نوع آن و شدت علائم متفاوت است. نوع شدید بیماری (انواع صفر و یک) بیشترین میزانِ ضعف عضلانی را دارا بوده و نیارمند مداخلات فوری درمانی هستند. نوع ۴ بیماری (نوع بالغ‌ها) از همه خفیف‌تر است و ممکن است تا چندین دهه، نیازمند اقدام به‌خصوصی نباشند.

## داروها
داروی نوسی‌نِرسن (با نام تجاریِ اسپین‌رازا) دارویی است که جهت درمان آتروفی عضلانی نخاعی به‌کار می‌رود. این دارو یک اولیگونوکلئوتید آنتی‌سنس تغییریافتهٔ فسفوروتیوئات ۲’-O-متوکسی‌اتیل است که ملکولِ خاموش‌گرِ پیرایشی N1 اینترونی را هدف قرار داده و فرایند «پیرایش دگرسان» در ژن SMN2 را تعدیل می‌کند. این دارو از طریق تزریق بداخل کانال نخاعی، مستقیماً به دستگاه عصبی مرکزی وارد می‌شود و عملکرد رشته‌های عصبی نوزادان را ارتقا داده و طول عمر آنها را بیشتر می‌کند. نوسی‌نِرسن در دسامبر ۲۰۱۶ توسط سازمان غذا و دارو آمریکا مورد پذیرش واقع شد و نخستین داروی تأیید شده برای درمان این بیماری محسوب می‌شود. کمیسیون اروپا هم آن را در ژوئن ۲۰۱۷ پذیرفت.
اوناسِـمنوژن آبـِپاروُوِک (با نام تجاری زولجنسما) یک داروی ژن‌درمانی است که با استفاده از نوعی ویروس دستکاری‌شده با نام scAAV-9، ترانس‌ژن SMN1 را به سلول‌های عصبی حمل می‌کند. این روش درمانی در سال ۲۰۱۹ در ایالات متحده آمریکا جهت استفاده در کودکان کمتر از دو سال و به صورت تزریق وریدی تأیید شد و یک‌سال بعد در ژاپن و اتحادیهٔ اروپا هم مورد پذیرش واقع شد.
ریزدیپلام داروی دیگری است که به‌صورت شربت و از راه دهانی (خوراکی) مصرف می‌شود. این دارو یک مشتق پیریدازین است که کارش افزایش سطح عملکرد پروتئین‌های SMN است که توسط ژن SMN2 و از طریق تعدیل فرایند «پیرایش دگرسان» تولید می‌شوند. ریزدیپلام در اوت ۲۰۲۰ میلادی در ایالات متحده آمریکا تأیید شد.
ریزدیپلام با نام تجاری اوریسدی توسط شرکت روش و با نام تجاری اورلیژن توسط شرکت ایرانی روناژن تولید می‌شود.

### مراقبت تنفسی
دستگاه تنفس شایعترین دستگاهی از بدن مبتلایان است که گرفتار شده و دچار عوارض می‌شود و در انواع صفر، ۱ و ۲ آن، ممکن است منجر به مرگ شود. نوع ۳ بیماری خیلی به ندرت ممکن است عوارض تنفسی داشته باشند. علت بروز این عوارض، ضعف در ماهیچه‌های میان‌دنده‌ای به‌دلیل فقدان تحریکِ عصبیِ کافی است. دیافراگم کمتر از ماهیچه‌های میان‌دنده‌ای درگیر می‌شود. این عضلات در اثر ابتلا به بیماری، دیگر هرگز آن کارایی قبلی را در انجام وظایف تنفسی و سرفه نخواهند داشت. در نتیجه عملِ تنفس مشکل می‌شود و نه تنها خطر اکسیژن‌رسانی ناکافی وجود دارد، بلکه ترشح‌های مجاری تنفسی نیز به‌خوبی تخلیه نمی‌شوند. این مسائل در هنگام خواب که ماهیچه‌ها در حالت استراحت هستند، تشدید می‌شود. ماهیچه‌های بلع در حلق هم ممکن است مبتلا شده و منجر به آسپیراسیون ریوی می‌شود که در کنار تضعیف سرفه‌ها، احتمالِ ابتلا به عفونت و سینه‌پهلو را افزایش می‌دهد. به حرکت درآوردنِ ترشحات ریوی و تخلیه آنها، مستلزم انجام فیزیوتراپی تنفسی به‌صورت دستی و مکانیکی، تخلیهٔ وضعیتی و دستگاه‌های کمک به سرفه (دستی، مکانیکی) است. جهت کمک به تنفس بیماران، «تهویهٔ غیرتهاجمی تنفسی» (BiPAP) و در موارد شدید بیماری، «تراکستومی» انجام می‌شود که هر دو روش، طولِ عمر بیمار را به میزان قابل توجهی، افزایش می‌دهند؛ اگرچه یک عارضهٔ «تراکستومی» آن است که از ظهور و نموِ «تکلم» جلوگیری می‌کند.

### تغذیه
انواع شدید بیماری، احتمال بیشتری دارد که دچار عوارض تغذیه‌ای شوند. برخی از این عوارض عبارتند از: اشکال در غذاخوردن، بازکردن دهان، جویدن و بلع. نوزادان مبتلا به این عوارض، در معرضِ سوءتغذیه، توقف رشد طبیعی و آسپیراسیون ریوی هستند. سایر مشکلات تغذیه‌ای، به‌ویژه در آن‌هایی که تحرک ندارند، شاملِ «عدم عبور به‌موقع غذا از معده»، بازگشت اسید به مری، یبوست، استفراغ و نفخ است. به همین دلیل، در نوع ۱ بیماری و همچنین فرم‌های شدیدِ نوع ۲، کارگذاری لوله‌تغذیهٔ معده‌ای و جراحی گاستروستومی ضرورت می‌یابد. علاوه بر این‌ها، اختلالات متابولیک در این بیماری، بتا اکسیداسیونِ اسیدهای چرب در ماهیچه‌ها را مختل کرده و ارگانیک اسیدوری را در پی دارد که در نهایت، به ماهیچه‌ها آسیب می‌رساند، به‌خصوص هنگامی که بیمار ناشتاست و غذایی نخورده‌است. توصیه می‌شود که بیماران مبتلا به آتروفی عضلانی نخاعی و به‌ویژه انواع شدید آن، مصرف چربی را کاهش داده و از گرسنه‌ماندنِ طولانی‌مدت بر حذر باشند. (و حتی نسبت به افراد سالم، چند وعده بیشتر غذا بخورند) و غذاهای نرم‌تری نیز بخورند تا خطر آسپیراسیون ریوی کمتر شود. در مواقع بیماری حاد، به‌خصوص در خردسالان، مشکلات تغذیه‌ای پیش از بقیه، آغاز شده یا ممکن است عوارض دیگر نظیر آسپیراسیون ریوی را تشدید کند.

### ارتوپدی
مشکلات اسکلتی گوناگونی که در اثر ضعف ماهیچه‌ای در این بیماران ایجاد می‌شوند عبارتند از: مفاصلِ سفت با کاهش دامنهٔ حرکتی، دررفتگی لگن خاصره، بدشکلی و انحراف ستون فقرات، پوکی استخوان، درد و افزایش احتمال شکستگی استخوانی. ضعف در عضلاتی که در حالت عادی موجب ثبات مفاصلی همچون ستون مهره‌ها می‌شود، منجر به بروز گوژپشتی یا کژپشتی و انقباض موضعی مفاصل می‌شود. عملِ جوش دادن مهره‌ها گاهی در انواع ۱ و ۲ بیماری و زمانی که کودکان به سن ۸ تا ۱۰ سالگی رسیدند، جهت تخفیف فشار بر روی ستون فقرات و کمک به عمل تنفس ضرورت می‌یابد. علاوه‌برآن، در بیماران بی‌تحرک، استفاده از دستگاه‌های تغییردهندهٔ وضعیت بدن، نرمش‌های حرکتی و تقویت استخوان‌ها از موارد مهمی هستند که در کاهش عوارض جانبی بیماری مؤثرند. فیزیوتراپی و کاردرمانی ممکن است در مبتلایان به این بیماری اثراتِ سودمندِ قابل توجهی داشته باشد.

### حمایت‌های حرکتی
اُرتزها در حمایت‌های بدنی و کمک به راه‌رفتن مؤثرند. به‌عنوان نمونه، از اُرتزهای مچ پا (AFO)، جهت تثبیت وضعیت پا و کمک به گام‌برداشتن و از اُرتزهای سینه‌ای-کمری-خاجی (TLSO) جهت ثبات وضعیتِ بالاتنه استفاده می‌شود. فناوری‌های یاری‌رسان در مدیریت وضعیت تحرک بیماران و فعالیت‌های روزمره آن‌ها کمک شایانی می‌کند و کیفیت زندگی‌شان را بهبود می‌بخشند.

### قلب
گرچه وضعیت قلبی بیماران چندان نگران‌کننده نیست، اما برخی پژوهش‌ها حاکی از ارتباط این بیماری، با برخی از عوارض قلبی است.

### سلامت ذهنی
کودکان مبتلا به آتروفی عضلانی نخاعی نه‌تنها تفاوتی از لحاظ رفتاری با افراد سالم ندارند، بلکه تکامل شناختی‌شان سریع‌تر رخ داده و در برخی از جنبه‌های هوش، بالاتر از میانگین جامعه هستند. علی‌رغم ناتوانی‌های بدنی‌شان، این بیماران میزان رضایت بیشتری از زندگی را ابراز کرده‌اند.
مراقبت‌های تسکینی در این بیماران، طی «بیانیهٔ مشترک جهت استاندارسازی مراقب در آتروفی عضلانی نخاعی» تبیین شده و تبعیت از آن در سرتاسر جهان توصیه می‌گردد.

## پیش‌آگهی
بدون درمان دارویی، وضعیت بیماران به تدریج بدتر می‌شود، اما پیش‌آگهیِ بیماری بر حسب نوع آن متغیر است و سیر پیشرفت آن نیز، از فردی به فرد دیگر تفاوت دارد.
بیشتر کودکانی که نوع صفر یا ۱ بیماری را دارند، به سن چهار سالگی نمی‌رسند و اصلی‌ترین علت مرگشان، مشکلات عودکنندهٔ تنفسی است. با مراقب‌های مناسب، فرم‌های خفیف‌تر از نوع ۱، (حدود ۱۰ درصد از SMA1) تا دوران بلوغ زنده می‌مانند. شواهد کافی از بقای طولانی‌مدت در SMA1 وجود ندارد؛ با این حال، به‌نظر می‌رسد پیشرفت‌های بعمل‌آمده در زمینهٔ حمایت‌های تنفسی، میزان مرگ و میر را پائین آورده‌است.
در نوع ۲ بیماری، سیر بیماری ثابت است یا به کُندی پیش می‌رود و امید به زندگی در مقایسه با جمعیت نرمال، کاهش یافته‌است. مرگ پیش از ۲۰ سالگی، زیاد دیده می‌شود؛ اما بسیاری از مبتلایان به این نوع هستند که خودشان بعدها پدر/مادر یا پدربزرگ/مادربزرگ می‌شوند.
نوع ۳ بیماری، در صورت انجامِ همهٔ مراقبت‌های استاندارد، امید به زندگی طبیعی یا نزدیک به طبیعی دارد.
نوع بالغ‌ها بیماری فقط نقش‌های حرکتی را به‌دنبال دارد و تأثیری بر روی طول عمر آن‌ها ندارد.

## مطالعات و پژوهش‌ها
از هنگامی که دلایل ژنتیکی این بیماری در سال ۱۹۹۵ میلادی شناخته شد، چندین روش درمانی برای آن پیشنهاد شده‌است که همگی در حال بررسی و مطالعه هستند. تمرکز همهٔ این روش‌ها، بر افزایشِ میزان پروتئین SMN در سلول‌های عصبیِ حرکتی است.

### جایگزینی ژن SMN1
هدف از ژن‌درمانی در مبتلایان به SMA، بازسازی عملکرد ژنِ معیوب از طریق الحاقِ یک توالی نوکلئوتیدی از پیش ساخته‌شده، (یک ترانس‌ژن SMN1) به درونِ هستهٔ سلول است که از طریق حامل‌های ویروسی انجام می‌شود. حامل‌های ویروسی مهمی که هم‌اکنون در دست پژوهش هستند «scAAV-9» و «scAAV-10» نام دارند. در سال ۲۰۱۹ میلادی، درمان مبتنی بر AAV9 مورد پذیرش واقع‌شد: اوناسِـمنوژن آبـِپاروُوِک
تنها یکی از پژوهش‌ها، به مرحلهٔ بالینی رسیده‌است. مطالعات برای انجام ژن‌درمانی در «انیستیتو میولوژی» پاریس و دانشگاه آکسفورد هم در حالِ انجام است. در سال ۲۰۱۸ میلادی، بایوژن هم اعلام کرد که مشغول کار بر روی یک داروی ژن‌درمانی جهت درمانِ آتروفی عضلانی نخاعی  است.

### تغییر در پیرایش دگرسان SMN2
هدف نهایی در این روش، تغییر دادن نحوهٔ «پیرایش دگرسان» (Alternate Splicing) در ژن SMN2 به‌نحوی است که منجر به تولید مقادیر بیشتری از پروتئین SMN شود. گاهی به این روش، «تبدیل ژن» هم می‌گویند، چرا که تلاش می‌شود تا ژن SMN2 را از لحاظ عملکردی، به ژنِ SMN1 مبدل سازد.
تغییردهنده‌های پیرایش دگرسانیِ ذیل، به مرحلهٔ آزمایش‌های بالینی رسیده‌است:
- «براناپلام» (LMI070 و یا NVS-SM1) یک مولکول کوچک صناعی و آزمایشی است که به‌صورت خوراکی تجویز می‌شود و توسط شرکت دارویی نوارتیس ساخته شده‌است. تا اکتبر ۲۰۱۷ میلادی، این دارو در فاز ۲ کارآزمایی بالینی در نوزادان مبتلا به نوع ۱ بیماری بوده‌است و کارآزمایی‌های دیگری هم برای سایر مراحل بیماری و بیماران، در حال طراحی است.[۷۰]
- «RG7916» یک مولکول کوچک دارویی است که خوراکی تجویز می‌شود و با همکاری شرکت دارویی هوفمان-لا روش و «بنیاد SMA» ساخته شده‌است. تا اکتبر ۲۰۱۶ میلادی، این مولکول در فاز ۲ کارآزمایی بالینی، در تمامی گروه‌های سنی و تمامی انواع بیماری بوده‌است.

از میان داروهایی که کارآزمایی‌هایشان متوقف شد می‌توان به مولکول دارویی RG8039 (یا کوینازولین ۴۹۵) اشاره کرد که ماده‌ای مشتق از کوینازولین بوده و توسط شرکت دارویی «رپلی‌ژن» تولید و در مارس ۲۰۱۴ میلادی تحت لیسانس فایزر قرار گرفت و ظرف مدت کوتاهی پس از انجام فاز ۱ کارآزمایی بالینی، تولیدش متوقف شد. مولکول دیگر PTK-SMA1 نام داشت که به خانوادهٔ تتراسایکلین‌ها تعلق داشت و توسط شرکت دارویی «پاراتک» تولید شد و قبل از ورود به کارآزمایی بالینی در سال ۲۰۱۰، تولیدش متوقف گشت. داروی RG7800 ملکولی مشابه با RG7916 بود که توسط هوفمان-لا روش ساخته شد و در سال ۲۰۱۵ میلادی بر روی بیماران آزمایش شد، اما تولیدش به دلیل اثرات سمی بر روی مدل‌های حیوانی، برای همیشه متوقف شد.
پژوهش‌های پایه، ترکیبات دیگری را کشف کرده‌اند که پیرایش دگرسان SMN2 را به‌طور درون‌کشتگاهی تغییر می‌دهند که سدیم ارتووانادات و آکلاروبیسین از این دسته‌اند. اولیگونوکلئوتیدهای آنتی‌سنس شبه مورفولینو، با همان اهداف سلولی مشابه با داروی نوسینرسن، تحت بررسی‌های سخت و گسترده‌ای از جمله در کالج دانشگاهی لندن و دانشگاه آکسفورد هستند.

### فعال‌سازی ژن SMN2
هدف از این روش، افزایش بیانِ ژنی SMN2 و در نتیجه، بالابردن سطحِ تولیدِ پروتئین SMN در بدن است.
- سالبوتامول خوراکی که یکی از داروهای شناخته‌شدهٔ درمانِ آسم است، هم در مطالعات درون‌کشتگاهی[۷۵] و هم در سه کارآزمایی کوچک و محدود بالینی، علاوه بر سودمندی‌های بالینی‌اش بر روی دستگاه تنفس، اثرات بالقوه‌ای در درمان آتروفی عضلانی نخاعی نوع ۲ و ۳ داشته‌است.[۷۶][۷۷][۷۸]

چند ترکیب شیمیایی هم، با آنکه در آغاز، اثرات امیدبخشی از خود نشان دادند، اما در کارآزمایی‌های بالینیِ بعدی نتوانستند اثربخشی خود را نشان دهند:
- بوتیرات‌ها (مثلاً بوتیرات سدیم و فنی‌بوتیرات سدیم) در مطالعات درون‌کشتگاهی اثرات مفیدی از خود نشان دادند،[۷۹][۸۰][۸۱] اما در یک کارآزمایی بالینی بر روی بیماران علامت‌دار، کارآمدی خود را اثبات نکردند.[۸۲] یک کارآزمایی بالینی دیگر در سال ۲۰۱۵ میلادی، در نوزادان مبتلا به نوع ۱ و ۲ بیماری انجام شده که نتایج آن هنوز منتشر نشده‌است.[۸۳]
- والپروئیک اسید در مطالعات آغازین در دهه‌های ۱۹۹۰ و ۲۰۰۰ میلادی به‌طور گسترده‌ای در آزمایش‌های تجربی برای درمان SMA بکار می‌رفت، چرا که بررسی‌های درون‌کشتگاهی نشان داده بود که اثربخشی متوسطی بر روی آن دارد.[۸۴][۸۵] با این حال، در کارآزمایی‌های بالینی بزرگ بعدی، اثربخشی چندانی از خود نشان ندارد.[۸۶][۸۷][۸۸] برخی دانشمندان می‌گفتند این دارو بر روی افراد خاصی، اثرگذار است اما تأثیراتش در مبتلایان دیگر، توسط آنزیم ترانس‌لوکاز اسید چرب متوقف می‌شود.[۸۹] برخی دیگر از متخصصان بر این باورند که والپروئیک اسید نه تنها اثرات مفیدی ندارد، بلکه باعث تشدید علائم بیماری هم می‌شود.[۹۰]
- هیدروکسی اوره (هیدروکسی‌کارباماید) در موش‌ها مؤثر بوده‌است[۹۱] و به‌همین دلیل شرکت دانمارکی نوو نوردیسک آن را برای مصارف انسانی تحت بررسی و مطالعه قرار داد، اما در نهایت اثرات سودمندی از آن در کارآزمایی‌های بالینی بر روی بیماران SMA به‌دست نیامد.[۹۲]

برخی از ترکیبات شیمیایی و داروهایی که به‌طور آزمایشگاهی فعالیت ژن SMA2 را زیاد کرده اما به مرحلهٔ کارآزمایی بالینی نرسیدند، عبارتند از: هورمون رشد، بازدارنده‌های هیستون دِ استیلاز، بنزآمید M344، اسیدهای هیدروکسامیک (همچون CBHA, SBHA، انتینوستات، پانوبینوستات، تریکوستاتین A، وُرینوستات)، پرولاکتین و همچنین ترکیبات پلی‌فنل نظیر رسوراترول و کورکومین. داروی سلکوکسیب که یک فعال‌کنندهٔ مسیر p38-MAPK است، گاهی به‌صورت «خارج از دستور» (off-label) در درمان این بیماری بکار می‌رود که مبنای آن، تنها یک پژوهش، بر روی مدل‌های حیوانی است، اما چنین استفاده‌ای از این دارو، پشتوانهٔ پژوهشی بالینی ندارد.

### تثبیت پروتئین SMN
استحکام بخشیدن به پروتئین SMN، از طریق تثبیت پروتئین SMNΔ7 حاصل می‌شود که پروتئینی معیوب با نیمه‌عمر کوتاه در سلول است و توسط ژن SMA2 ساخته می‌شود تا بدین ترتیب، بخشی از بارِ عملکردیِ پروتئین SMN را به‌دوش بکشد و بتواند سلول‌های عصبی حرکتی را زنده نگه دارد.
هنوز هیچ دارویی در این زمینه به مرحلهٔ آزمایش‌های بالینی نرسیده‌است. توانایی  آمینوگلیکوزیدها در بالا بردن سطح پروتئین SMN، در دو مطالعه به اثبات رسیده‌است. داروی ایندوپروفن هم در آزمایش‌های درون‌کشتگاهی، امیدبخش بوده‌است.

### محافظت از عصب
هدف از به‌کارگیری «داروهای محافظت‌کننده از سلول‌های عصبی» آن است که حتی علی‌رغم سطوح پائینِ پروتئین SMN، بتوان سلول‌های عصبی حرکتی را زنده نگه داشت.
- داروی اوله‌سوکسیم یکی از ترکیبات محافظت‌کنندهٔ نورونی است که توسط شرکت فرانسوی «تروفوس» ساخته شده و در یک کارآزمایی فاز ۲ بالینی بر روی مبتلایان به نوع ۲ و ۳ بیماری، اثرات پایدارکننده خود را بر روی سلول‌های عصبی نشان داد. شرکت دارویی هوفمان-لا روش پس از به‌مالکیت درآوردن «تروفوس» در سال ۲۰۱۵ میلادی، مشغول توسعه و تولید این داروست.

برخی داروهایی که در مطالعات بالینی، اثربخشی چندانی از این لحاظ، از خود نشان ندادند، عبارتند از: هورمون آزادکننده تیروتروپین که ابتدا در مطالعات بالینی کور نشده (باخبر)، امیدبخش بود ولی در مطالعات دوسوکور کنترل‌شده با پلاسبو، هیچ‌گونه اثربخشی از خود نشان نداد. داروی ریلوزول که اثرات بالینی اندکی در درمان بیماری  اسکلروز جانبی آمیوتروفیک (ALS) دارد، برای درمان آتروفی عضلانی نخاعی هم پیشنهاد شد، ولی یک کارآزمایی بالینی انجام‌شده بر روی بیماران مبتلا به نوع ۲ و ۳ در سال‌های ۲۰۰۸ تا ۲۰۱۰ میلادی، به‌دلیل فقدان نتایج رضایت‌بخش، به‌صورت زودهنگام متوقف شد.
برخی از ترکیبات شیمیایی که در مدل‌های آزمایشگاهی مؤثر بودند، اما هرگز به مرحله آزمایش بر روی بدن موجود زنده نرسیدند، عبارتند از: آنتی‌بیوتیک‌های بتا-لاکتام (همچون سفتریاکسون) و فولیستاتین.

### ترمیم عضلانی
هدف از این روش، ترمیم بافت عضلانی در این بیماران و تمرکز بر روی آن، به جای سلول‌های عصبی است.
- مولکول CK-2125107 (و یا همان CK-107) یک فعال‌کنندهٔ تروپونین است که با همکاری شرکت «سایتوکینتیکس» و استلاس ساخته شده‌است. این دارو موجب افزایش واکنش‌پذیری ماهیچه‌ای، علی‌رغم سطوح پائین پیام‌دهی‌های عصبی می‌شود.[۱۱۸] تا اکتبر ۲۰۱۶ میلادی، این دارو در فاز ۲ کارآزمایی بالینی در نوجوانان و بالغ‌هاِ مبتلا به آتروفی عضلانی نخاعی نوع ۲، ۳ و ۴ بود.

### سلول‌های بنیادی
تا سال ۲۰۱۶ میلادی، هنوز پیشرفت چشمگیری در زمینهٔ استفاده از سلول‌های بنیادی در درمان بیماری آتروفی عضلانی نخاعی به‌دست نیامده است. یک برنامهٔ آزمایشی تجربی به‌همین منظور با حمایت‌های مالی «جامعهٔ بیماری نخاعی عصبی» توسط یک شرکت آمریکایی به‌نام «کالیفرنیا اِستم سِـل» از سال ۲۰۰۵ میلادی آغاز شده بود که در سال ۲۰۱۰ میلادی، بدون آنکه موفق به ورود به مرحلهٔ آزمایش‌های بالینی شود، متوقف شد و شرکت مذکور نیز چندی بعد، منحل گشت.
در سال ۲۰۱۳ تا ۲۰۱۴ میلادی، تعدادی اندکی از کودکان مبتلا به نوع ۱ بیماری در ایتالیا با دستور دادگاه و در جریان برنامهٔ عوام‌فریبانهٔ «استامینا تراپی»، تحت درمان تزریق سلول‌های بنیادی قرار گرفتند، اما گزارش‌های بعدی حاکی از آن بود که این درمان، هیچ نتیجه‌ای در پی نداشت.
با اینکه استفاده از سلول‌های بنیادی، هرگز به‌عنوان یک روش درمانی مؤثر برای این بیماری، موردِ پذیرش نبوده‌است، تعدادی شرکتِ دارویی خصوصی، که اغلب در کشورهایی واقع شده‌اند که سیستم‌های مقرراتی و نظارتی‌شان، سست و سهل‌انگار است، با بهره‌جویی از گزافه‌پردازی‌ها و تبلیغات اغراق‌آمیزِ رسانه‌ای، از این روش به عنوان یک درمانِ قطعی برای بسیاری از بیماری‌ها - از جمله آتروفی عضلانی نخاعی - نام برده‌اند. اجماع علمی و پزشکی بر آن است که چنین روش‌هایی، نه تنها اثربخش نیست، بلکه خطرهای بالقوه و مهمی را نیز به‌دنبال دارند و بنابراین، به مبتلایان توصیه می‌شود تا چنین روشی را بکار نگیرند.